# Голосуев, Агурьян Киприанович
Агурья́н Киприа́нович Голосу́ев — русский архитектор начала XX века, работавший преимущественно в Санкт-Петербурге.

## Проекты
- Резная улица, д. № 15 / Резной переулок, д. № 4 — доходный дом, 1902—1903.
- Миллионная улица, д. № 8 / Набережная Мойки, д. № 7 — доходный дом Н. Б. Глинки-Маврина 1903—1905. Фасад по улице — Г. П. Хржонстовский. Включены существовавшие строения.
- Мончегорская улица, д. № 11 — доходный дом, 1904.
- 8-я Красноармейская улица, д. № 23 — доходный дом Е. Е. Кондратьева, 1904.
- Татарский переулок, д. № 14 — доходный дом, 1904. Начат И. Б. Михаловским.
- Улица Блохина, д. № 12 — доходный дом Д. П. Кандаурова (Е. К. Лытниковой), 1905.  памятник архитектуры (вновь выявленный объект)[1]
- Улица Смолячкова, д. № 3 — доходный дом П. И. Петухова, 1905.
- 8-я Красноармейская улица, д. № 18 — доходный дом (перестройка), 1906.
- Набережная Обводного канала, д. № 124 / улица Шкапина, д. № 2 — доходный дом, 1907.
- Большая Пушкарская улица, д. № 25 — доходный дом, 1908.
- Большой проспект Васильевского острова, д. № 96, правая часть — доходный дом, 1908 (перестройка).
- Кирочная улица, д. № 47 — доходный дом, 1908—1909. Завершен П. Н. Батуевым.
- Петрозаводская улица, д. № 16 — доходный дом М. Ф. Александровой, 1909.
- Петрозаводская улица, д. № 18 — доходный дом Н. А. Аксёнова и А. А. Голубева, 1909.